# Comté de Sandusky
Le comté de Sandusky (en anglais : Sandusky County) est un des 88 comtés de l’État de l’Ohio, aux États-Unis.
Son siège est fixé à Fremont.

## Transports
- Aéroport de Fremont